# Manistee
Manistee is een plaats (city) in de Amerikaanse staat Michigan, en valt bestuurlijk gezien onder Manistee County.

## Demografie
Bij de volkstelling in 2000 werd het aantal inwoners vastgesteld op 6586.
In 2006 is het aantal inwoners door het United States Census Bureau geschat op 6597, een stijging van 11 (0.2%).

## Geografie
Volgens het United States Census Bureau beslaat de plaats een oppervlakte van
11,2 km², waarvan 8,4 km² land en 2,8 km² water. Manistee ligt op ongeveer 204 m boven zeeniveau.

## Plaatsen in de nabije omgeving
De onderstaande figuur toont nabijgelegen plaatsen in een straal van 28 km rond Manistee.